# الدوري الإسباني الدرجة الثانية 1995–96
دوري الدرجة الثانية الإسباني 1995–96 (بالإسبانية: Segunda División de España 1995-96)‏ هو الموسم 65 من دوري الدرجة الثانية الإسباني. أشرف على تنظيمه الاتحاد الملكي الإسباني لكرة القدم، وكان عدد الأندية المشاركة فيه 20، وفاز فيه نادي إيركوليس.